# Sept Refuges

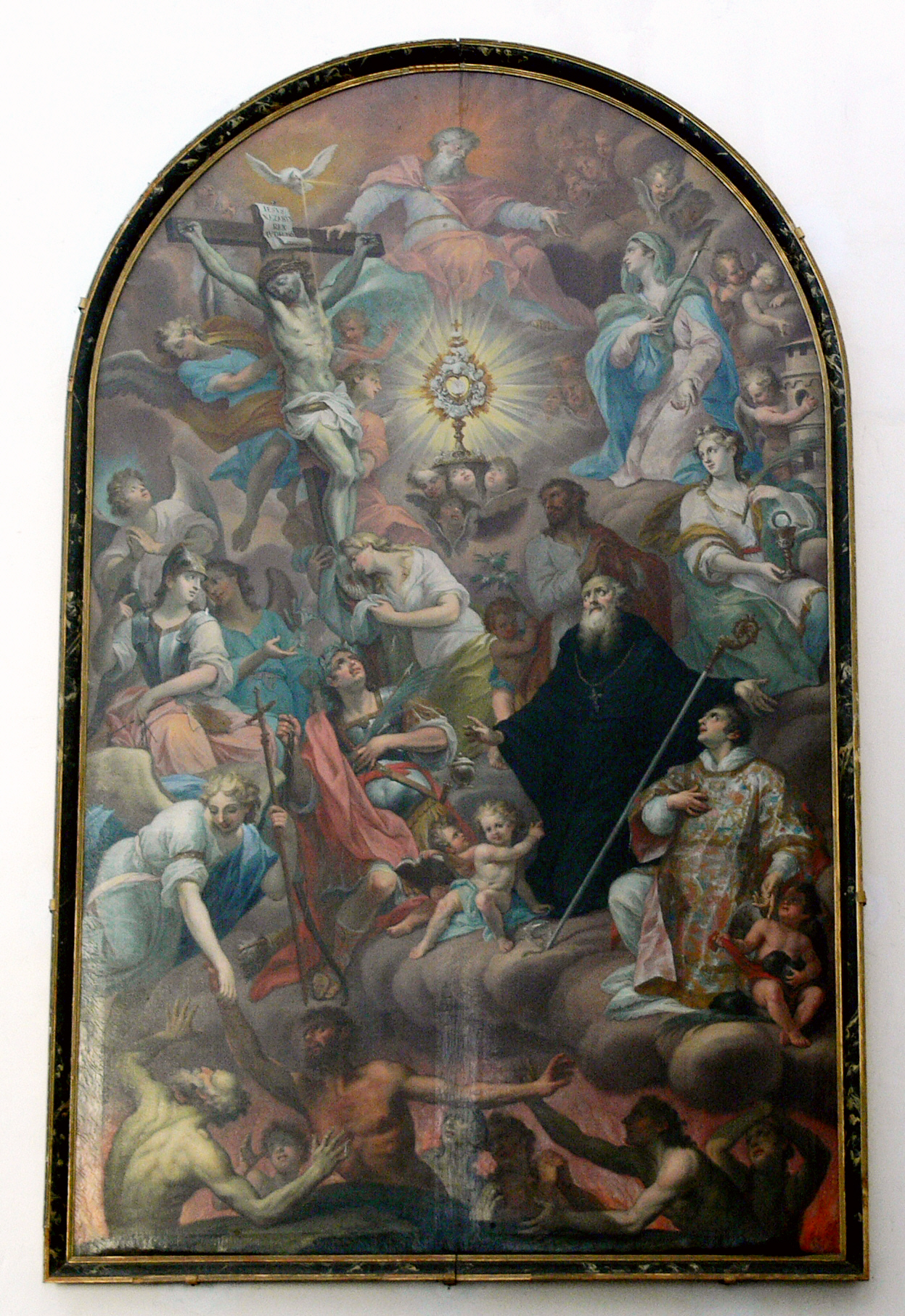
Anton Mayer, Les Sept Refuges, 1715 (Monastère Heiligkreuztal)

Les Sept Refuges est un motif largement utilisé dans les lieux de prière catholiques romaines de la région alpine de la période baroque. 
Ce sont :  
- la Sainte Trinité : Dieu le Père, Dieu le Fils et le Saint-Esprit (généralement représenté comme une colombe) ;
- le Christ crucifié ;
- l'Eucharistie (généralement représentée comme un ostensoir avec une hostie ;
- Marie, la Mère de Jésus ;
- les anges (généralement les archanges Gabriel, Michel ou Raphaël) ;
- les saints (généralement un ou plusieurs des quatorze saints auxiliateurs) ;
- les pauvres âmes du purgatoire.

La construction de l'ensemble se fait généralement en présentant l'Eucharistie comme thème central et les six autres représentés tout autour. 